# I. ČLTK Prague Open 2020
L'I. ČLTK Prague Open 2020 è stato un torneo di tennis professionistico giocato sulla terra rossa. È stata la 29ª edizione maschile del torneo, che faceva parte dell'ATP Challenger Tour del 2020 nella categoria Challenger 125 e aveva un montepremi di 137 560 €.. Si è giocato all'I. Českého Lawn–Tenisového klubu di Praga in Repubblica Ceca, dal 17 al 23 agosto 2020.
Dopo 7 stagioni in cui il torneo aveva preso il nome dello sponsor Advantage Cars, l'edizione del 2020 ha preso il nome dal club in cui si è giocato.
Tra il 24 e il 30 agosto si è disputato a Praga l'Prague Open II 2020, un altro torneo maschile Challenger 125 su terra rossa, tenuto però al Tenisový klub Spoje.

## Partecipanti

### Teste di serie
| Nazionalità | Giocatore             | Ranking* | Testa di serie |
| ----------- | --------------------- | -------- | -------------- |
| Svizzera    | Stan Wawrinka         | 17       | 1              |
| Rep. Ceca   | Jiří Veselý           | 65       | 2              |
| Francia     | Pierre-Hugues Herbert | 71       | 3              |
| Germania    | Philipp Kohlschreiber | 74       | 4              |
| Slovacchia  | Jozef Kovalík         | 122      | 5              |
| India       | Sumit Nagal           | 127      | 6              |
| Svizzera    | Henri Laaksonen       | 137      | 7              |
| Bielorussia | Il'ja Ivaška          | 138      | 8              |
| Slovenia    | Blaž Rola             | 141      | 9              |
| Germania    | Yannick Maden         | 149      | 10             |
| Belgio      | Kimmer Coppejans      | 154      | 11             |
| Slovacchia  | Martin Kližan         | 159      | 12             |
| Francia     | Arthur Rinderknech    | 161      | 13             |
| Lettonia    | Ernests Gulbis        | 162      | 14             |
| Austria     | Sebastian Ofner       | 163      | 15             |
| Canada      | Steven Diez           | 165      | 16             |

* Ranking al 16 marzo 2020.

### Altri partecipanti
I seguenti giocatori hanno ricevuto una wild card per il tabellone principale:
- Jonáš Forejtek
- Jiří Lehečka
- Andrew Paulson
- Michael Vrbenský
- Stan Wawrinka

I seguenti giocatori sono entrati nel tabellone principale con il ranking protetto:
- Arthur De Greef
- Andrej Kuznecov

I seguenti giocatori sono passati dalle qualificazioni:
- Petr Nouza
- Jan Šátral

## Punti
| Evento    | V   | F  | SF | QF | 4T   | 3T   | 2T   | 1T | Q    | Q1   |
| Singolare | 125 | 75 | 45 | 25 | N.D. | 10   | 5    | 0  | 1    | 0    |
| Doppio    | 125 | 75 | 45 | 25 | N.D. | N.D. | N.D. | 0  | N.D. | N.D. |

## Montepremi
| Evento    | V        | F        | SF      | QF      | 4T   | 3T      | 2T      | 1T    | Q    | Q1   |
| Singolare | € 18 290 | € 10 770 | € 6 370 | € 3 710 | N.D. | € 2 180 | € 1 320 | € 660 | € 0  | € 0  |
| Doppio    | € 7 870  | € 4 570  | € 2 740 | € 1 630 | N.D. | N.D.    | N.D.    | € 920 | N.D. | N.D. |

## Campioni

### Singolare
Stan Wawrinka ha sconfitto in finale  Aslan Karacev con il punteggio di 7–6(2), 6-4.

### Doppio
Pierre-Hugues Herbert /  Arthur Rinderknech hanno sconfitto in finale  Zdeněk Kolář /  Lukáš Rosol con il punteggio di 6-3, 6-4.